# Copris lugubris
Copris lugubris är en skalbaggsart som beskrevs av Karl Henrik Boheman 1858. Copris lugubris ingår i släktet Copris och familjen bladhorningar. Inga underarter finns listade i Catalogue of Life.